# 山口県道366号徳山下松線
山口県道366号徳山下松線（やまぐちけんどう366ごう とくやまくだまつせん）は、山口県周南市から下松市に至る一般県道である。

## 概要
周南市遠石3丁目から下松市大字東豊井に至る。本路線は国道188号旧道である。下松バイパス全通の翌年の1992年（平成4年）に認定された。

### 路線データ
- 起点：周南市遠石3丁目（遠石交差点、山口県道347号下松新南陽線交点）
- 終点：下松市大字東豊井（国道188号交点）

## 歴史
- 1992年（平成4年） - 路線認定。
- 2003年（平成15年）4月21日 - 新南陽市・徳山市・熊毛郡熊毛町・都濃郡鹿野町が対等合併して周南市が成立したことに伴い終点の地名表記が変更される（徳山市遠石3丁目→周南市遠石3丁目）。

## 路線状況

### 重複区間
- 山口県道170号粭島櫛ヶ浜停車場線（周南市大字栗屋・周南市栗屋交差点 - 周南市大字久米・櫛ケ浜駅前交差点）

### 道路施設

#### 橋梁
- 荒神大橋（全長108 m、末武川、下松市） - 初代は1944年（昭和19年）に完成したが、老朽化のため2014年（平成26年）度から架け替え工事が行われ、2020年（令和2年）1月15日に新橋が開通。
- 竹屋橋（下松市）
- 切戸大橋（全長31.8 m、切戸川、下松市） - 初代は1942年（昭和17年）に完成したが、老朽化のため架け替え工事が行われ、2021年（令和3年）度中に新橋が開通予定。

## 地理

### 通過する自治体
- 周南市
- 下松市

### 交差する道路
| 交差する道路                                 | 市町村名 | 交差する場所 | 交差する場所      |
| -------------------------------------------- | -------- | ------------ | ----------------- |
| 山口県道347号下松新南陽線                    | 周南市   | 遠石3丁目    | 遠石交差点 / 起点 |
| 山口県道170号粭島櫛ヶ浜停車場線 重複区間起点 | 周南市   | 大字栗屋     | 周南市栗屋交差点  |
| 山口県道170号粭島櫛ヶ浜停車場線 重複区間終点 | 周南市   | 大字久米     | 櫛ケ浜駅前交差点  |
| 山口県道41号下松鹿野線                       | 下松市   | 大字平田     | 平田交差点        |
| 山口県道63号下松田布施線                     | 下松市   | 大字西豊井   | 下松病院前交差点  |
| 山口県道51号下松停車場線                     | 下松市   | 大字西豊井   | 下松駅前交差点    |
| 山口県道174号笠戸島公園線                    | 下松市   | 大字東豊井   | 笠戸島入口交差点  |
| 国道188号                                    | 下松市   | 大字東豊井   | 終点              |

### 交差する鉄道
- 山陽新幹線
- 山陽本線

### 沿線
- 出光興産
- 帝人工場
- JR西日本山陽本線・岩徳線 櫛ケ浜駅
- 周南市役所 櫛ヶ浜支所
- 山口県立徳山総合支援学校
- くだまつ健康パーク
- JR西日本山陽本線 下松駅
- 日石球場
- 東洋鋼鈑工場
- 日立製作所笠戸工場